# Deryck Cooke
Deryck Cooke (14 de septiembre de 1919-26 de octubre de 1976) fue un músico, musicólogo y comentarista musical de radio y televisión británico.

## Biografía
Cooke nació en Leicester en una humilde familia obrera; su padre falleció siendo él niño, pero su madre pudo costear sus estudios de piano. Cooke consiguió adquirir una técnica brillante y empezó a componer. Ganó una beca para estudiar órgano en el Selwyn College, de Cambridge, en donde recibió enseñanzas de Patrick Hadley y Robin Orr. Sus estudios fueron interrumpidos antes de la graduación por la Segunda Guerra Mundial, durante la que sirvió en artillería, tomando parte en la invasión de Italia. Cerca del final de la guerra, se convirtió en pianista de una banda de música de baile del ejército.
De vuelta a Cambridge, algunas de sus composiciones fueron interpretadas con éxito, pero Cooke se sentía inseguro debido a que su lenguaje compositivo, relativamente conservador, no seguía las tendencias de moda. y finalmente destruyó la mayoría de sus obras. Tras graduarse en 1947, Cooke fue contratado por la BBC, corporación para la que trabajó a lo largo de toda su vida, salvo durante el periodo 1959-65, en que fue comentarista, crítico y ensayista por cuenta propia. Su trabajo incluía escribir y editar textos para el departamento de música de la BBC y la presentación de las emisiones de radio y televisión, medios en los que su estilo profundo y sin embargo desenfadado le convirtieron en un comunicador ideal. En 1959 publicó su primer libro The Language of Music (El lenguaje de la música) en el que argumentó que la música es en esencia un lenguaje de las emociones y demostró que ciertos compositores a lo largo de la historia han tenido tendencia a elegir las mismas frases para expresar las mismas emociones o situaciones dramáticas.
En las proximidades del centenario Mahler de 1960, Cooke (en colaboración con Berthold Goldschmidt), realizó un primer intento de producir una "versión interpretable" del borrador de último movimiento inédito de la inacabada Décima sinfonía de Mahler. Lo que fue originalmente una conferencia con ilustraciones musicales radiada por la BBC en 1960, se convirtió así en una primera versión completa (continua), que fue estrenada el 13 de agosto de 1964 con ocasión de los Proms por la Orquesta Sinfónica de Londres bajo la dirección de Goldschmidt. Se sucedieron varias ediciones revisadas, de la mando de los compositores David Matthews y Colin Matthews colaborando con Cooke y Goldschmidt en un intento de conseguir una orquestación auténticamente mahleriana. Editada finalmente por Cooke y sus colaboradores en 1976, la obra se ha consolidado como parte del repertorio clásico, siendo grabada por las más importantes orquestas y directores del mundo.

## Últimos años y muerte
Los últimos años de vida, Cooke padeció de mala salud, falleciendo prematuramente de una hemorragia cerebral en 1976, a la edad de 57 años. Durante los últimos años de su vida trabajó en un ambicioso trabajo sobre la gigantesca tetralogía operística El anillo del nibelungo de Wagner, que quedó lamentablemente inacabada, ya que solo parte del primer volumen, centrado en el análisis del libreto, fue terminado, siendo publicado póstumamente con el título I Saw the World End. La pérdida de lo que casi con certeza habría sido el estudio definitivo sobre la música del Anillo es profundamente lamentable. El archivo de Cooke se conserva en la biblioteca de la Universidad de Cambridge. Se publicó una compilación de los ensayos y conversaciones de Cooke con carácter también póstumo, con el título Vindications.

## Libros
- The Language of Music, OUP (1959)
- Gustav Mahler (1860-1911): A Companion to the BBC's Celebrations of the Centenary of his Birth (BBC, 1960); reeditado en una edición revisada y aumentada por Colin y David Matthews (Faber, 1980; CUP, 1988).
- Deryck Cooke (ed.): Thematic Patterns in Sonatas of Beethoven, por Rudolph Reti (Londres, Faber, 1967)
- I Saw the World End: A Study of Wagner's Ring (incompleto; texto editado por Clarendon Press, Oxford, 1979)
- Vindications: Essays on Romantic Music (colección póstuma de ensayos y guiones radiofónicos), Faber, 1982; reeditado en 2008

## Grabaciones
- An Introduction to "Der Ring Des Nibelungen" (audio, con extractos de la versión de Solti y algunas muestras grabadas para la ocasión). Grabado en 1967; editado en LP en 1968; reeditado en 1969; remasterizado y reeditado en CD en 1995.

## Artículos de Cooke
- 'Ernest Newman (1868–1959)', Tempo, n.º 52, otoño 1959, 2-3
- 'Anton Bruckner', en R. Simpson (ed.), The Symphony, Vol.1: Haydn to Dvořák (Harmondsworth, 1966).
- 'The Measure of Mahler', The Listener, 7 de diciembre de 1967, 761.
- 'The Bruckner Problem Simplified', Musical Times, Vol. CX, 20-22 (enero de 1969), 142-4 (febrero de 1969), 362-5 (abril de 1969), 479-482 (mayo de 1969); reimpreso en una versión revisada (1975) como folleto por 'The Musical Newsletter' junto con Novello & Co. Ltd; versión revisada reimpresa en Vindications: Essays on Romantic Music (Faber and Faber, Londres, 1982).
- 'The Language of Mahler: David Holbrook's Interpretation', en Musical Times, noviembre de 1976, 899.
- 'Bruckner, (Joseph) Anton', en S. Sadie (ed.), The New Grove Dictionary of Music and Musicians, III, 352; reimpreso en S. Sadie (ed.), Late Romantic Masters: Bruckner, Brahms, Dvořák (Londres, 1985).